# 金岡嶠
金岡 嶠（かなおか たかし、1890年（明治23年）3月3日 - 1971年（昭和46年）7月2日）は、大日本帝国陸軍軍人。最終階級は陸軍中将。功四級。

## 経歴
佐賀県出身。1913年（大正2年）5月、陸軍士官学校第25期卒業。1922年（大正11年）11月、陸軍大学校第34期卒業。
1937年（昭和12年）3月、野戦重砲兵第8連隊長を経て、同年8月、陸軍砲兵大佐に進む。同年9月、独立野戦重砲兵第8連隊長に転じ、支那事変に出動した。
1938年（昭和13年）7月に陸軍重砲兵学校研究部主事、1939年（昭和14年）7月に関東軍砲兵司令部附、同年11月に陸軍重砲兵学校幹事を経て、1940年（昭和15年）3月、陸軍少将に進む。
ついで同年8月、近衛砲兵団長、1941年（昭和16年）7月、大阪防空隊司令官、同年11月、中部防空旅団長（中部軍）、1942年（昭和17年）3月、砲兵監部附、1943年（昭和18年）3月、東部防空旅団長を歴任し、同年10月、陸軍中将に進級。1944年（昭和19年）6月、東部高射砲集団長を経て、同年12月に高射第1師団長に補され、東京の防空の任についた。
1947年（昭和22年）11月28日、公職追放仮指定を受けた。